# Dhanaragi, Bijapur
Dhanaragi là một làng thuộc tehsil Bijapur, huyện Bijapur, bang Karnataka, Ấn Độ.